# Banyuurip (Tegalrejo)
Banyuurip is een bestuurslaag in het regentschap Magelang van de provincie Midden-Java, Indonesië. Banyuurip telt 3382 inwoners (volkstelling 2010).